# 赵秉政
赵秉政（1242年—1308年），又作赵秉正，字公亮，元朝将领，蔚州飞狐（今河北省涞源县）人。趙瑨第六子，赵秉温之弟。
赵秉政为新军上千户。元世祖自鄂州班师，赵瑨在定州奉牛酒迎驾。元世祖坐帐内，赵瑨进酒，赵秉政在其身后拜见。元世祖命他入直宿卫。跟随伯颜伐南宋，赐金符，授徽州管军总管，改为佥江西湖东道提刑按察司事。丰城尹张甲夤通过东宫近待得到官职贪虐。赵秉政查办他，张甲夤说：“我受东宫教令为官。”赵秉政说：“东宫教你残害百姓？”行部迎刘辰翁、邓光荐等人教育诸生。改为佥汉中道，因病归。至元二十八年（1291年），起为佥河东道提刑按察司事。元成宗即位，擢升为江南行台治书侍御史。大德五年（1301年），出为江西廉访使。六十七岁去世，谥忠敏。